# Národní aréna Toše Proeski
Národní aréna Toše Proeski (též Aréna Toše Proeski či Национална арена „Тоше Проески“) je víceúčelový stadion sloužící zejména pro fotbal a atletiku v severomakedonském městě Skopje. Využívá se především pro fotbalová utkání místních klubů FK Vardar a FK Rabotnički, a také pro Severomakedonskou fotbalovou reprezentací. Kapacita stadionu je 36 460 diváků. Kromě toho stadion slouží jako kulturní zařízení s možností pořádání koncertů. Tento stadion využívá při koncertních turné mnoho zpěváků a hudebníků.
V roce 2019 byl přejmenován po popovém zpěvákovi Toše Proeskim. Jeho bývalá jména byly od roku 1947 do 2009 Městský stadion Skopje (City Stadium Skopje, Gradski Stadion Skopje) a od 2009 do roku 2019 Aréna Filipa II. (Philip II Arena). 

## Historie
Městský stadion Skopje byl otevřen v roce 1947. Stadion v současné podobě byl navržen v roce 1977 architekty Draganem Krstevem a Todorkou Mavkovazačalem. Stavba započala v roce 1978 a byla postavena pouze jižní tribuna. Stavba začala v roce 1978, kdy byla postavena jižní tribuna a trvala dva roky. Zbytek rekonstrukce a rozšíření začalo po dlouhém zpoždění při realizaci projektu v lednu 2008. Stavba nové severní tribunu byla dokončena a uvedena do provozu 2. srpna 2009 během makedonského národního svátku „ Ilinden “. O deset dní později zde hrála v rámci 100. výročí fotbalu v Makedonii přátelské utkání makedonská fotbalová reprezentace proti Španělsku, které bylo tehdejším evropským šampionem. Byl také změněn název stadionu na Aréna Filipa II. po Filipovi II. Makedonském, který byl otcem Alexandra Makedonského. 
Rekonstrukce jižní tribuny začala v roce 2009, která byla uveden do provozu téhož roku. Brzy poté začala i výstavba nových západních a východních tribun. Do poloviny července 2012 byla většina rekonstrukcích nového hřiště a atletické dráhy dokončena. Dne 25. července 2012 hrál  ve druhém kvalifikačním kole Ligy mistrů UEFA FK Vardar proti FK BATE, kdy byl znovu otevřen stadion.
V roce 2017 se zde odehrálo finále Superpoháru UEFA mezi Realem Madrid a Manchesterem United. V roce 2019 byl přejmenován po popovém zpěvákovi Toše Proeskim.